# Thyreoliberin
Thyreoliberin, auch Thyrotropin Releasing Hormone (TRH; Thyreotropin freisetzendes Hormon) oder Protirelin, ist ein Peptidhormon, das als Freisetzungshormon im Hypothalamus gebildet wird.

## Struktur
Thyreoliberin, chemisch L-Pyroglutamyl-L-histidyl-L-prolinamid, ist ein modifiziertes Tripeptid mit der Primärstruktur: (pyro-)Glu–His–Pro-NH2. Durch die Modifikationen an der amino- und der carboxyterminalen Aminosäure wird es vor dem Abbau durch Peptidasen geschützt. Es wird aus dem Pro-Thyreoliberin (218 Aminosäuren) prozessiert, indem zunächst das Tetrapeptid Gln-His-Pro-Gly herausgeschnitten wird, welches dann C-terminal amidiert und N-terminal cyclisiert wird.
Die Struktur des Thyreoliberins wurde erstmals 1969 von den Forschergruppen um Roger Guillemin und Andrew Schally aufgeklärt.

## Physiologie
Unter dem Einfluss serotoninerger und adrenerger Neuronen wird die Thyreoliberin-Biosynthese im Hypothalamus stimuliert und die Freisetzung induziert. Im Gegensatz zu anderen Releasing-Hormonen scheint Thyreoliberin nur zu einem geringen Teil unter der Feedback-Kontrolle der regulierten Hormone (T3 und T4) zu stehen. Über das hypothalamisch-hypophysäre Pfortadersystem wird TRH zum Vorderlappen der Hirnanhangsdrüse (Adenohypophyse) transportiert. Im Vorderlappen stimuliert Thyreoliberin die Bildung und die Ausschüttung von Prolaktin und dem Thyreotropin (TSH), dem sogenannten Schilddrüsen-(Thyreoidea-)stimulierenden Hormon. Über TSH stimuliert das Thyreoliberin damit auch die Ausschüttung der Schilddrüsenhormone T4 und T3 in der Schilddrüse.
Die TRH-Freisetzung wird u. a. stimuliert, wenn die Körpertemperatur sinkt: Durch die dann erfolgende TSH- und anschließende T4-Freisetzung wird der Stoffwechsel stimuliert, der über einen erhöhten Zuckerstoffwechsel die Körpertemperatur wieder ansteigen lässt. Auch andere Energie-fordernde Mechanismen stimulieren die TRH-Freisetzung.
TRH ist als Stimulator der TSH- und Prolaktin-Freisetzung ein Neuropeptid-Hormon. Andererseits wirkt es auch als Neurotransmitter in Hirnregionen außerhalb des Hypothalamus sowie in Pankreas und Schilddrüse.
Unter dem Einfluss des Nucleus suprachiasmaticus erfolgt die TRH-Freisetzung in einem cirkadianen Rhythmus mit maximaler Freisetzung etwa um Mitternacht und minimaler Freisetzung am späten Nachmittag. Ultradiane Sekretionsspitzen wurden zusätzlich in einem Abstand von 2 bis 4 Stunden beobachtet. Die rhythmische TRH-Freisetzung wird außerdem durch das limbische System, die Zirbeldrüse und weitere Hirnregionen, wichtig für die Stress-Antwort, beeinflusst.
Liegt ein Defekt am Vorderlappen der Hirnanhangsdrüse (Hypophysenvorderlappeninsuffizienz) vor, so dass der Vorderlappen der Hirnanhangsdrüse nicht mehr oder nur noch vermindert auf das Thyreoliberin reagiert, so schüttet der Vorderlappen der Hirnanhangsdrüse, trotz ausreichender Thyreoliberinversorgung, zu wenig oder kein TSH aus, was wiederum zu einer verminderten Herstellung und Ausschüttung von T4 und T3 führt. Es entsteht eine sogenannte sekundäre Hypothyreose.
Ist die Versorgung des Vorderlappens mit Thyreoliberin gestört, so hat dies dieselben Folgen wie die eben beschriebene verminderte Reaktivität des Hypophysenvorderlappens; dies bezeichnet man aber aufgrund des anders gearteten Entstehungsmechanismus als tertiäre Hypothyreose. Sie entsteht z. B. bei einer Unterbrechung des Portalgefäßsystems zwischen Hypothalamus und Hypophyse (Pickardt-Syndrom).
Neben seiner Hauptwirkung auf die Hypophyse stimuliert Thyreoliberin auch die Freisetzung von Prolaktin, einem Hormon, welches die Milchproduktion der weiblichen Brust anregt.
Bei Patienten mit Akromegalie oder Riesenwuchs kommt es in etwa der Hälfte der Fälle nach TRH-Gabe zu einem Anstieg der Wachstumshormon-Sekretion. Bei gesunden Personen wird dies nicht beobachtet.
Die Halbwertszeit liegt bei etwa zwei Minuten. Die Spaltung erfolgt durch die Metallopeptidase Thyroliberinase (TRH-Degrading-Ectoenzyme).

### Zentralnervöse Wirkungen
Ein größerer Teil des Thyreoliberins hat eine direkte Wirkung im Gehirn, die nichts mit der Wirkung im Schilddrüsenregelkreis zu tun hat. So erklärt sich auch die geringe bremsende Wirkung eines erhöhten Blutspiegels von T3 und T4 auf den TRH-Spiegel.
Thyreoliberin ist als Neurotransmitter im Gehirn
- an der Thermoregulation,
- an der Schmerzunterdrückung,
- an der Schlaf-Wach-Regulation,
- an der Bremsung von Nahrungs- und Flüssigkeitsaufnahme und
- an einer Vielzahl weiterer Steuerungsvorgänge beteiligt.

Thyreoliberin hat auch indirekte vegetative Wirkungen:
- Es stimuliert über den Vagusnerv die Magensäureproduktion und die Magen-Darm-Peristaltik.
- Es stimuliert über den Sympathikus die Insulinsekretion.
- Es stimuliert daneben auch die Bauchspeicheldrüse in ihrer exokrinen Funktion.
- Es steigert Herzfrequenz und Blutdruck.

## Thyreoliberin-Test (TRH-Test)
Der Thyreoliberin-Test ist eine Funktionsuntersuchung zur Überprüfung des Schilddrüsenregelkreises und der Stimulierbarkeit der Hypophyse.

### Indikation
- Verdacht auf Hypophysenvorderlappeninsuffizienz
- Verdacht auf subklinische Hypothyreose oder Hyperthyreose
  - Unter dieser Fragestellung wird der TRH-Test nur noch selten durchgeführt

### Kontraindikationen
- Instabile Angina pectoris
- Frischer Myokardinfarkt
- Bekannte Epilepsie
- Schweres Asthma bronchiale
- Schwangerschaft

### Durchführung
- Der Test wird meist vormittags nach dem Frühstück am liegenden Patienten durchgeführt.
- Es wird ein Venenzugang gelegt.
- Dann wird zunächst Blut entnommen für die Bestimmung der basalen Konzentration des TSH im Serum.
- Anschließend werden 200 µg Thyreoliberin langsam intravenös gespritzt.
- Eine halbe Stunde danach erfolgt eine erneute Blutentnahme zur Bestimmung der stimulierten Konzentration des TSH im Serum.
- Das Labor gewinnt aus beiden Blutproben Serum und bestimmt aus beiden die Konzentration des TSH.

Für ängstliche Menschen ist die Gabe von Thyreoliberin auch als Nasenspray möglich.

### Bewertung
Der TSH-Wert muss nach Thyreoliberin-Gabe beim Gesunden um mindestens das 2,5fache, maximal bis ca. 20 mIU/l ansteigen.
- Normal ist ein TSH-Anstieg auf 2 bis 20 mIU/l.
- Bei primärer Hyperthyreose findet sich ein mangelhafter Anstieg des Thyreotropin (TSH).
  - Anstieg < 2,5 mIU/l
- Bei primärer Hypothyreose findet sich ein überschießender Anstieg des Thyreotropin (TSH).
  - Anstieg > 20 mIU/l
- Bei sekundärer Hypothyreose (Hypophysendefekt) unterbleibt der TSH-Anstieg.
  - Anstieg < 2,5 mIU/l

### Nebenwirkungen des Testes
Im Allgemeinen wird die TRH-Gabe gut vertragen. Es kann zu vorübergehenden Missempfindungen wie z. B. einem Wärmegefühl, Geschmackssensationen, Mundtrockenheit, Hunger, Schwindel und Übelkeit oder auch zu schnellem Herzschlag und Harndrang kommen.
In seltenen Fällen kann ein Blutdruckanstieg, ein Angina-pectoris-Anfall oder auch ein Asthmaanfall auftreten. Deswegen ist die Indikation bei entsprechenden Vorerkrankungen zu überdenken.

### Präparatenamen Protirelin
- Antepan
- Relefact
- Thyroliberin
- TRH Ferring